# كوبرا كاي
كوبرا كاي (بالإنجليزية: Cobra Kai) هو مسلسل تلفزيوني كوميدي درامي لفنون الدفاع عن النفس يعتمد على سلسلة أفلام فتى الكاراتيه التي أنشأها روبرت مارك كامين. تم إنشاء المسلسل التلفزيوني من قبل جوش هيلد، وجون هورويتز، وهايدن شلوسبرغ، والنجوم رالف ماتشيو وويليام زابكا (كلاهما يعيد تمثيل أدوارهما من فتى الكاراتيه، ويعملان أيضاً كمنتجين تنفيذيين مشاركين في المسلسل). مع Xolo Maridueña وجاكوب برتراند و Courtney Henggeler و Tanner Buchanan وماري ماوزر وبيتن ليست. تم تعيين كوبرا كاي بعد 34 عاماً من فيلم فتى الكاراتيه الأصلي، حيث أعاد فحص السرد من وجهة نظر جوني لورنس، وقراره بإعادة فتح كوبرا كاي كاراتيه ودوجو مما أدى إلى إحياء التنافس القديم مع دانيال لارسو.
تم إطلاق المسلسل على يوتيوب بريميم مع إطلاق أول موسمين في 2018 إلى 2019. في حزيران 2020 ، استحوذت نتفليكس على المسلسل، ومن المقرر إطلاق الموسم الثالث في 1 كانون الثاني 2021. في تشرين الأول 2020، تم تجديد المسلسل لموسم رابع قبل العرض الأول للموسم الثالث.

## الحلقات
| الجزء | عدد الحلقات | تاريخ العرض         | الشبكة        |
| ----- | ----------- | ------------------- | ------------- |
| 1     | 10          | 2 أيار 2018         | يوتيوب بريميم |
| 2     | 10          | 24 نيسان 2019       | يوتيوب بريميم |
| 3     | 10          | 1 كانون الثاني 2021 | نتفليكس       |
| 4     | 10          | 31 ديسيمبر 2022     | نتفليكس       |
| 5     | 10          | 9 سيبتمبر 2022      | نتفليكس       |

## النسخة المنزلية
في الولايات المتحدة’ أصدرت شركة سوني بيكتشرز الموسمين الأول والثاني في مجموعة DVD «إصدار مجمع»، على الرغم من حقيقة أنه، عبر تويتر الرسمي، تم الإعلان عن أن كوبرا كاي لن تأتي إلى DVD.

## لعبة فيديو
تم إصدار Cobra Kai: The Karate Kid Saga، وهي لعبة فيديو مبنية على السلسلة، على بلاي ستيشن 4 وإكس بوكس ون ونينتندو سويتش في 27 أكتوبر 2020.